# CSD Huracán Buceo
Der Club Social y Deportivo Huracán Buceo, kurz Huracán Buceo (Spitznamen: Tricoplayeros, Funebreros), ist ein Sportverein aus Montevideo in Uruguay, der überwiegend wegen seiner Fußballmannschaft bekannt ist.
Derzeit findet keine Wettbewerbs-Teilnahme des Vereins im Rahmen des Profifußballs statt. Erzrivalen des Vereins sind die Clubs CA Basáñez und Villa Española.

## Geschichte

### Von der Gründung bis zum Aufstieg in die Erstklassigkeit
Der im montevideanischen Barrio Buceo ansässige Verein wurde am 15. März 1937 federführend durch die Spieler Hugo Baeza, Héctor Cuevas und Aparicio Chagas gegründet. Gründungsort war die Straßenecke Miraballes/Resistencia. Die Vereinsfarben wählte man in Anlehnung an den argentinischen Club Chacarita Juniors. In der Folgezeit fanden in der Gestaltung der Trikots Änderungen statt. Kräftige Schwarz-Weiß-Rote-Streifen zierten die Sporthemden. Für das Jahr 1942 ist – allerdings nicht gesichert – überliefert, dass man in Shirts der Newell’s Old Boys auflief. Im Jahr 1947 wurde dem Verein erstmals eine echte Führungsstruktur verliehen. Erster Präsident war der Glas-Fabrik-Arbeiter Demetrio Méndez.
Nachdem man zunächst die sportlichen Kräfte auf barrialer Ebene maß und ab 1950 in der Liga El Diario antrat, debütierte der Verein, bezeichnet als Edison-Huracán Buceo, am 27. Juni 1952 in der Extra. Erster Gegner war dort Fraternidad, den man auswärts mit 3:1 bezwang. Bereits in der zweiten Spielzeit konnte man 1954 den Titelgewinn in der Divisional Extra in der Erfolgsstatistik vermerken und sicherte sich somit den Aufstieg in die Intermedia. In jenem Jahr hatte man bereits den Namenszusatz Edison abgelegt. Mit der Meisterschaft 1960 in der Divisional Intermedia de Fútbol de Uruguay stellte der Verein die Weichen in die Zweitklassigkeit, wo man 1961 erstmals in Erscheinung trat. Nach dem Abstieg, unternahm man einen erneuten Anlauf, die höheren Ligen zu erreichen. 1967 gelang mit dem erneuten Meisterschaftsgewinn der Divisional Intermedia de Fútbol de Uruguay der nächste Aufstieg in die Zweitklassigkeit. Nachdem man dort bereits 1968 den ersten Platz der Abschlusstabelle in der Segunda División belegte, sich diesen jedoch mit Bella Vista teilen musste, verpasste man letztlich den Aufstieg nach der 0:2-Niederlage im Estadio Centenario ausgetragenen Finalspiel gegen eben jene Mannschaft vor mit 53.583 Eintrittskarten ausverkauftem Haus. Erstmals und bislang nicht wiederholt füllten damit zwei sogenannte „kleine“ Mannschaften jenes Stadion. Mehr als 10.000 Fußballbegeisterten musste der Eintritt verwehrt werden. Schon im Folgejahr wurde der Verein aber uruguayischer Zweitligameister.

### Vom Debüt in der Primera División bis zum Ausschluss aus dem Profifußball
Damit stieg der Verein erstmals in seiner Geschichte in die Primera División auf. Aus jener Zeit datiert auch die Geburtsstunde des offiziellen Vereins-Maskottchens Topo Gigio. In der Ersten Liga debütierte man mit einem Sieg gegen River Plate Montevideo im Estadio Saroldi vor 6.000 Zuschauern. Das Siegtor schoss die "Nummer 10" Huracáns, "El Tano" Alfano. Passend zum Vereinsnamen (Huracán bedeutet übersetzt Orkan) führten die 1970 von Omar Borrás (mit Assistent Luis Grimaldi) im Rahmen seiner ersten Anstellung in der Primera División trainierten Spieler auch dort den steilen Aufstieg der Erfolgskurve des Vereins fort. Man absolvierte eine starke Debütsaison 1970 und wurde Tabellendritter hinter den beiden großen Clubs Nacional und Peñarol. In der Meisterschaftsrunde belegte man dann mit den Aurinegros punktgleich Rang zwei. Begleitet war dies von einem großen Zuschauerzuspruch von bis zu 20.000 Zuschauern pro Partie, der bald die Bezeichnung Huracáns als der dritte Große (neben Nacional und Peñarol) des uruguayischen Fußballs in der Fachpresse aufkommen ließ. Man gewann in dieser Saison die Copa Montevideo, die die nach Nacional und Peñarol bestplatzierte Mannschaft erhielt. In jenem Jahr bestand die Mannschaft dabei unter anderem aus Luis Aguerre, Nelson Acosta, "El Tano" Alfano, Luis Villalba, Enrique Varela und Julio Dalmao. Fortan spielte man durchgängig bis 1991 in Uruguays höchster Spielklasse. In jenem Jahr stand jedoch der Abstieg an, der aber bereits im Folgejahr umgehend korrigiert wurde, als man sich in den Relegationsspielen um den Aufstieg mit zwei Siegen gegen Central Español durchsetzte. Doch währte der zweite Erstligaaufenthalt der Vereinsgeschichte bedeutend kürzer, denn schon 1993 stand der Wiederabstieg auf der Agenda. 1995 gelang mit der Zweitligameisterschaft die abermalige Rückkehr ins Fußballoberhaus. Es folgten Platzierungen überwiegend im Tabellenmittelfeld. 1998 trat man mit dem Erreichen der 2. Runde beim Copa Conmebol auch international in Erscheinung. 2000 wurde Huracán Buceo dann aber lediglich 17. und damit Vorletzter. Das Ergebnis des Torneo Clasificatorio des Folgejahres (Gesamt 15.) und schließlich der letzte Rang im Torneo Permanencia, in dem um den Abstieg gespielt wurde, bedeutete den Gang in die Zweitklassigkeit. Es folgte eine sportlich desaströse Zweitligasaison, in der man abgeschlagen mit elf Punkten Rückstand auf Club Sportivo Cerrito Tabellenletzter wurde. Trotz dieses Ergebnisses war man auch in der Spielzeit 2003 in der Segunda División startberechtigt und konnte sich sportlich konsolidieren, indem man nunmehr als Zehnter ins Tabellenmittelfeld zurückkehrte. 2004 saß Álvaro Regueira auf der Trainerbank des montevideanischen Clubs und man spielte zunächst wieder in den oberen Tabellenregionen mit. Es folgte jedoch im November/Dezember jenes Jahres ein Spielerstreik, da der Verein, ebenso wie Konkurrent Racing Zahlungsverpflichtungen nicht nachkam. Am Ende der Spielzeit wurde man Gesamt-Siebter. 2005 hatte sich die wirtschaftliche Situation des Vereins so zugespitzt, dass man sich schließlich aus finanziellen Gründen vom Spielbetrieb des Segunda División zurückzog. Ligakonkurrent Villa Española ereilte das gleiche Schicksal. Erst zur Apertura der Saison 2007/08 trat man wieder zweitklassig im mittlerweile auf den europäischen Modus mit Halbserienpause zum Jahreswechsel umgestellten Ligabetrieb an und wurde am Saisonende 13. Die Saison 2008/09 hielt einen weiteren sportlichen Tiefpunkt für den Club bereit. Als Tabellen-14. ließ man nur die beiden suspendierten Vereine Basáñez und La Luz FC hinter sich. Zur Folgesaison verwehrte der Verband dem Verein das Startrecht aus finanziellen Gründen. Seither ist Huracán Buceo im Profifußball nicht mehr vertreten.

### Aktuelle Situation
Präsident Sergio Aragonés verkündete anlässlich des 75-jährigen Bestehens des Vereins, dass eine Rückkehr in den Profifußball beabsichtigt ist, jedoch die dazu erforderlichen 160.000 Dollar für die AUF derzeit fehlen. Es gäbe potentielle Investoren. So sei unter anderem ein einflussreicher spanischer Verein an einem Investment interessiert. Huracán Buceo ist allerdings sowohl bei Tenfield als auch beim ehemaligen Vereins- und AUF-Präsidenten Eugenio Figueredo in Höhe von rund einer Million Dollar verschuldet. Weitere Verbindlichkeiten bestehen bei BPS. Diesbezüglich besteht jedoch eine über 20 Jahre laufende Stundungs-Vereinbarung. Die letzte offene Rate beträgt aber auch hier 400.000 Dollar. Ebenfalls existieren aus der Zeit um 2001 und 2002 auf dem Rechtsweg erwirkte Titel.

## Erfolge
- 2 × Meister der Segunda División (1969 und 1995)
- Copa Montevideo 1970
- 2 × Meister der Divisional Intermedia (1960 und 1967)

## Trainerhistorie
- mind. Januar 1983: Mario Patrón[18]
- mind. 1998: Beethoven Javier
- mind. Mai 2001: Álvaro Regueira[19]

## Bekannte ehemalige Spieler
- Uriel Pérez
- Roberto Bobadilla
- Dardo Caballero
- Elbio Pappa
- Julio Rodríguez
- Julio Zoppi
- Gaston Curbelo
- Fernando Cardozo
- Juan Castillo
- Marcelo Broli
- Alejandro Grandi
- Alexander Medina
- Wilmar Cabrera
- Flavio Córdoba
- Ricardo Guero Rodriguez
- Edson Gabreira
- Diego Leonardo Silva Soares Pereira

## Weitere Abteilungen
Des Weiteren gibt es auch eine durchaus erfolgreiche Handball-Abteilung innerhalb des Vereins, die bereits viele uruguayische Nationalspieler hervorgebracht hat. Auch eine Schwimmabteilung, Strandfußball und Boxen ist im Jahre 2012 von Präsident Sergio Aragonés geführten Verein nach wie vor vertreten.